# Alexandr Vinográdov (piragüista)
Alexandr Yuriévich Vinográdov –en ruso, Александр Юрьевич Виноградов– (10 de noviembre de 1951) es un deportista soviético que compitió en piragüismo en la modalidad de aguas tranquilas. 
Participó en dos Juegos Olímpicos de Verano en los años 1976 y 1980, obteniendo dos medallas de oro en la edición de Montreal 1976. Ganó cinco medallas en el Campeonato Mundial de Piragüismo entre los años 1971 y 1979.

## Palmarés internacional
| Juegos Olímpicos   | Juegos Olímpicos          | Juegos Olímpicos  | Juegos Olímpicos |
| Año                | Lugar                     | Medalla           | Evento           |
| ------------------ | ------------------------- | ----------------- | ---------------- |
| 1976               | Montreal (Canadá)         | Medalla de oro    | C2 500 m         |
| 1976               | Montreal (Canadá)         | Medalla de oro    | C2 1000 m        |
| Campeonato Mundial |                           |                   |                  |
| Año                | Lugar                     | Medalla           | Evento           |
| 1971               | Belgrado (Yugoslavia)     | Medalla de oro    | C2 10 000 m      |
| 1974               | Ciudad de México (México) | Medalla de oro    | C2 500 m         |
| 1975               | Belgrado (Yugoslavia)     | Medalla de oro    | C2 500 m         |
| 1975               | Belgrado (Yugoslavia)     | Medalla de bronce | C2 1000 m        |
| 1979               | Duisburgo (RFA)           | Medalla de plata  | C2 500 m         |